# Barroco antigüeño
El Barroco Antigüeño se refiere a la arquitectura barroca que se desarrolló en la ciudad de Santiago de los Caballeros de Guatemala (Antigua Guatemala durante la época colonial, caracterizada por su rica ornamentación y adaptación a las circunstancias locales, incluyendo materiales y técnicas indígenas.
Este estilo, que floreció en el siglo XVIII, se manifiesta en iglesias, conventos y edificios civiles, muchos de los cuales hoy se conservan como ruinas o han sido restaurados. 
El Barroco Antigüeño es un testimonio de la mezcla de influencias europeas y tradiciones locales, lo que lo convierte en un elemento distintivo del patrimonio cultural de Guatemala. 

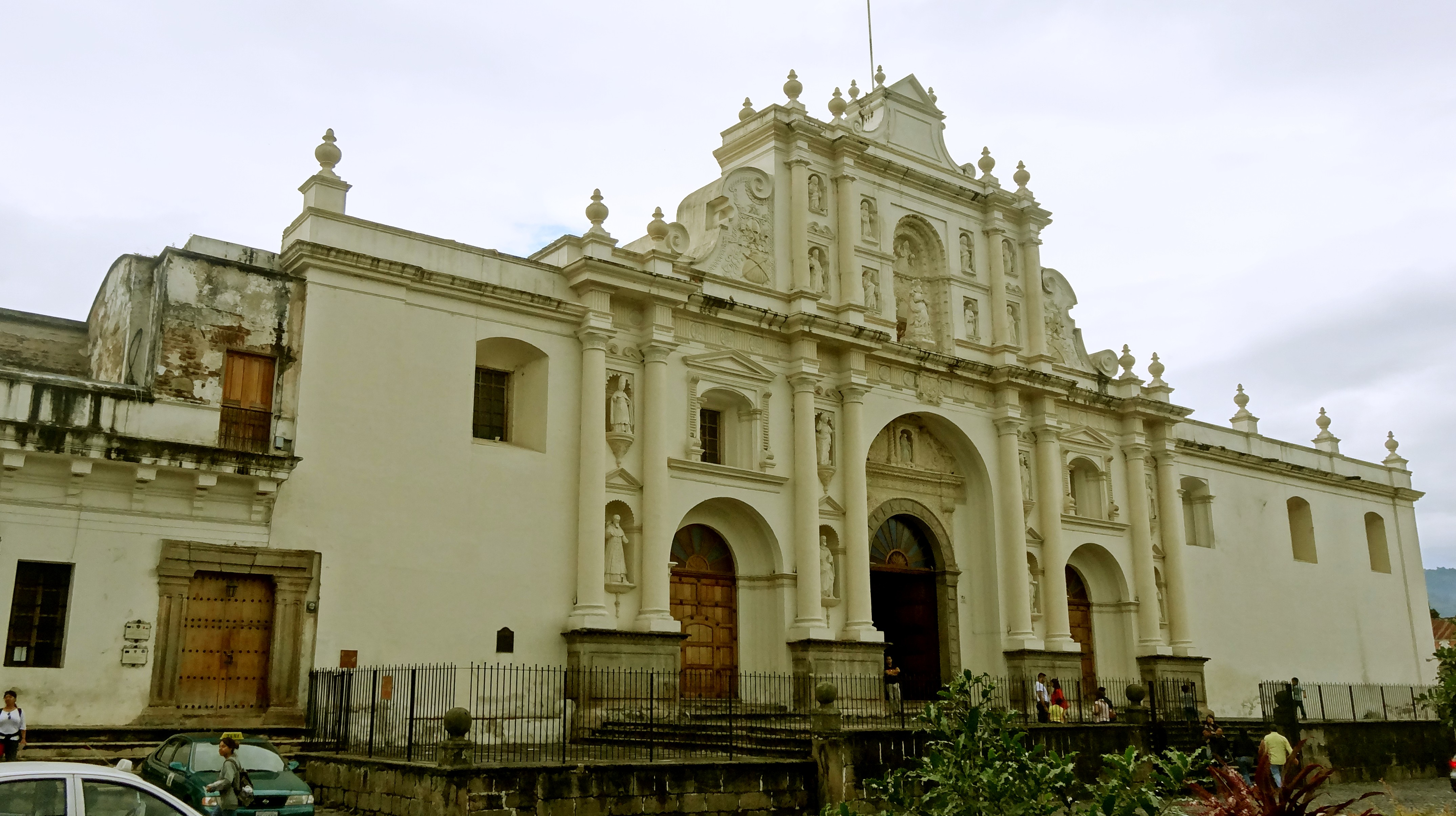
Catedral de Antigua Guatemala. Precursor del barroco antigüeño del siglo XVII. Joseph de Porres (1669-1680)

## Historia
Como capital y centro de poder de la Capitanía General de Guatemala, la ciudad de Santiago de los Caballeros se convirtió en un importante foco de irradiación cultural en Centroamérica, incorporando y adaptando las corrientes artísticas que llegaban desde Europa y México. 
En este contexto, el barroco español adquirió en la región un carácter propio, condicionado por los materiales disponibles, las técnicas constructivas de la época, la creatividad de los arquitectos, la constante amenaza sísmica y el aporte estético de los artesanos indígenas. A ello se sumó la intencionalidad didáctica de las órdenes religiosas, que utilizaron la arquitectura y la imaginería como instrumentos de enseñanza y evangelización.
En distintas áreas del territorio guatemalteco, el estilo barroco adoptó variantes particulares al fusionarse con motivos prehispánicos o al integrarse con otras corrientes artísticas. Sin embargo, ninguna región concentró en un espacio tan reducido tantas expresiones de arquitectura e imaginería barroca como la Muy Noble y Muy Leal Ciudad de Santiago de los Caballeros, donde templos, conventos y edificios civiles reflejan una época de esplendor a través de sus piedras, ladrillos y estucos. 
El barroco antigüeño es el estilo artístico y arquitectónico desarrollado en Santiago de los Caballeros de Guatemala (hoy La Antigua Guatemala) a principios del siglo XVIII, cuando la ciudad era la capital del Reino de Guatemala. 
Se caracteriza por la adaptación local del barroco europeo a las condiciones sísmicas y a los materiales de la región. 
Sus construcciones combinan fachadas ornamentadas con estucos, columnas salomónicas, pilastras serlianas, arcos mixtilineos, pilastras almohadilladas, decoración en estuco con motivos vegetales y ángeles, con estructuras sólidas y gruesos muros que brindaban resistencia. Este estilo dio lugar a una expresión única del barroco en América, donde la monumentalidad y la espiritualidad se unieron con la identidad colonial guatemalteca.

## Origen y desarrollo
El barroco antigüeño tuvo como punto de origen los constantes terremotos que afectaron a la ciudad de Santiago de los Caballeros de Guatemala durante el siglo XVIII. El terremoto de San Miguel de 1717 fue considerado el detonante de un nuevo estilo arquitectónico, ya que la necesidad de reconstrucción obligó a replantear las técnicas constructivas y las formas decorativas, dando lugar a una expresión barroca local adaptada a la actividad sísmica.
Posteriormente, el terremoto de San Casimiro de 1751 interrumpió nuevamente el desarrollo de la ciudad, pero al mismo tiempo permitió la introducción de mejoras en el sistema arquitectónico. Dichas adaptaciones consolidaron el barroco antigüeño como un estilo característico, dotándolo de mayor solidez estructural y al mismo tiempo de un realce ornamental que lo distinguió de otras manifestaciones barrocas en América.
Este estilo se reprodujo de manera continua en Santiago de los Caballeros hasta el terremoto de Santa Marta de 1773, que destruyó gran parte de la urbe y marcó el fin de su prosperidad arquitectónica. La catástrofe también provocó el traslado de la capital a la Nueva Guatemala de la Asunción y favoreció la introducción del neoclasicismo, corriente predominante en Europa y en varios territorios de la América virreinal.
A pesar de ello, el barroco antigüeño no desapareció por completo. El estilo continuó empleándose en las provincias del antiguo reino, llegando incluso a ciudades distantes como León y Granada (en la actual Nicaragua). Asimismo, en la nueva capital se siguieron construyendo templos bajo los cánones del barroco antigüeño, especialmente aquellos impulsados por las órdenes religiosas que habían tenido presencia en Santiago de los Caballeros.

## Características
Las características distintivas del barroco antigüeño reflejan la adaptación del estilo barroco europeo a las condiciones sísmicas, sociales y culturales de Santiago de los Caballeros de Guatemala. Entre sus principales rasgos se encuentran:
- Ornamentación en estuco: el estuco decorativo se utilizó ampliamente tanto en interiores como en fachadas, con relieves que incluían motivos vegetales, ángeles, guirnaldas, roleos y símbolos religiosos, aplicados con gran riqueza y plasticidad.
- Fachadas principales con nicho central: muchas iglesias presentan en la parte superior de la fachada un nicho central enmarcando la ventana del coro, elemento recurrente en la arquitectura local.
- Tímpanos profundamente tallados: las portadas suelen incluir frontones o tímpanos con relieves muy elaborados, que combinan motivos barrocos europeos con aportes de tradición indígena.
- Edificios de gran monumentalidad: templos y conventos fueron concebidos como estructuras imponentes, capaces de transmitir el poder de las órdenes religiosas y de la monarquía hispánica.
- Campanarios bajos y sólidos: a diferencia de otras regiones, los campanarios fueron construidos de menor altura para resistir los frecuentes terremotos, lo que les dio un aspecto compacto y robusto.
- Muros gruesos y contrafuertes: las construcciones presentan paredes de gran espesor y refuerzos externos, diseñados para mitigar los daños ocasionados por la actividad sísmica.
- Interiores amplios y sobrios: el diseño interior privilegia espacios abiertos, en los que destaca la imaginería barroca en retablos, esculturas y altares, en contraste con la riqueza ornamental de las fachadas.

Estos elementos, en conjunto, configuran un estilo propio que diferencia al barroco antigüeño de otras manifestaciones barrocas de Hispanoamérica.

## Ejemplos representativos
Entre los principales edificios del barroco antigüeño se encuentran:
- Iglesia y Convento de la Merced
- Iglesia de San Francisco El Grande
- Catedral de Santiago de Guatemala
- Convento de Santa Clara
- Iglesia San Miguel de Capuchinas (Ciudad de Guatemala)
- Cerrito del Carmen
- Catedral de Nuestra Señora de Concepción (Escuintla)
- Iglesia Inmaculada Concepción (Ciudad Vieja)
- Basílica del Santo Cristo de Esquipulas
- iglesia Nuestra Señora del Pilar (San Vicente, El Salvador)
- Catedral de San Miguel Arcángel (Tegucigalpa)
- Iglesia de Santa María de los Dolores (Tegucigalpa)
- Iglesia de Nuestra Señora de Concepción (San Manuel Colohete)
- Catedral de la Inmaculada Concepción (Comayagua)
- Catedral de la Asunción de la Bienaventurada Virgen María (León, Nicaragua)
- Santuario Diocesano Nuestra Señora de la Merced (León, Nicaragua)
- Iglesia de La Recolección (León, Nicaragua)
- Iglesia Nuestra Señora de las Mercedes (Granada, Nicaragua)